# Forest City (Florida)
Forest City és una concentració de població designada pel cens dels Estats Units a l'estat de Florida. Segons el cens del 2000 tenia 12.612 habitants.

## Demografia
Segons el cens del 2000, Forest City tenia 12.612 habitants, 4.777 habitatges, i 3.363 famílies. La densitat de població era de 1.140,4 habitants/km².
Dels 4.777 habitatges en un 35,4% hi vivien nens de menys de 18 anys, en un 56,2% hi vivien parelles casades, en un 10,5% dones solteres, i en un 29,6% no eren unitats familiars. En el 23,7% dels habitatges hi vivien persones soles el 5,6% de les quals corresponia a persones de 65 anys o més que vivien soles. El nombre mitjà de persones vivint en cada habitatge era de 2,62 i el nombre mitjà de persones que vivien en cada família era de 3,12.
Per edats la població es repartia de la següent manera: un 25,5% tenia menys de 18 anys, un 7,4% entre 18 i 24, un 33,3% entre 25 i 44, un 22,8% de 45 a 60 i un 11% 65 anys o més.
L'edat mediana era de 36 anys. Per cada 100 dones de 18 o més anys hi havia 93,6 homes.
La renda mediana per habitatge era de 50.191 $ i la renda mediana per família de 55.109 $. Els homes tenien una renda mediana de 40.669 $ mentre que les dones 30.259 $. La renda per capita de la població era de 24.464 $. Entorn del 4,2% de les famílies i el 6% de la població estaven per davall del llindar de pobresa.

## Poblacions més properes
El següent diagrama mostra les poblacions més properes.